# Ель-Пуенте
Ель-Пуенте (ісп. El Puente) — руїни міста цивілізації мая в департаменті Копан (Гондурас). На сьогодні має статус архітектурного парку, який щорічно відвідує 5 тисяч осіб.

## Історія
Стародавня назва невідома. Засновано близько 550 року, на кордоні між областю мая і немаянських племен. Водночас навколо нього виникло царство (назва поки невідома, емблемного ієрогліфу не виявлено). Із самого початку перебувало в залежності від Шукуупського царства. Забезпечував для останнього охорону торговельних шляхів. Культурно було пов'язано з Копаном. Водночас такі відносини з сюзереном давали змогу ахавам Ель-Пуенте почуватися впевнено й здійснювати торговельні операції з міста мая гірської частини та Петену, через останні відбувалася торгівля з центральною Мексикою.
Після поразки Шуккупа від царства Цу'со у 738 році на деякий час Ель-Пуенте перебувало в залежності від священних володарів Цу'со. Близько до 770-х років ахави Ель-Пуенте здобули самостійність.
Внаслідок занепаду Копану у 1-й половині IX століття значна частина населення переселилася до Ель-Пуенте, зокрема фахівці та частина знаті. Після 900 року почався занепад міста й держави. Він остаточно настав близько 950 року, коли населення залишило це місто.

## Опис
Розташовано на відстані 60 км від археологічного парку Копан, 11 км від Ла-Ентрада, 2 км від місця злиття річок Чамелекон і Чінаміто, в долині Флорида.
Загальна площа 22 км². Тут знайдено понад 200 споруд й 5 площ. Архітектура відповідає стилю Мотагуа. Основні матеріали для будівництва були туф, сланець і твердий вапняк. Тут була добре продумана система дренажу для дощової води руслового стоку. Ці канали були вирізані з каменю.
Особливо виділяються дві площі, одна з яких призначена для релігійних церемоній, а інша — для потреб населення і адміністрації. Одну від одної відділяє піраміда заввишки 12 м (Споруда 1), раніше вона була на 5 метрів вище й найвищою за межами старовинного Копана. Її було зведено десь у VII столітті. Це була радіальна піраміда з 6 рівнями і сходами з усіх 4 сторін, найбільш добре збережені сьогодні сходи зі сходу і заходу. Також тут знайдено тунель з численними артефактами і продуктами життєдіяльності.
На північний-захід від площі 1 розташовується Споруда 5. Вона складається з 3 кімнат, має склепінчастий дах та стіну завтовшки 30 см.
На східній частині від центральної частини міста розкопано Споруду 31, що є пірамідою. Її зведено наприкінці класичного періоду. Всередині є 2 великі кімнати. У головній кімнаті виявлено залишки кам'яної лави. З головних сходів піраміди є вихід у західну частину площі С. Поруч знайдено гладенькі стелі та вівтар.
Фахівцями відновлено рештки житла стародавніх мая для відвідування туристами.
Відмінною рисою Ель-Пуенте є те, що тут об'єднані культури двох індіанських племен — ленка і мая. На території є музей, де представлена вражаюча колекція посуду, яка демонструє, як мая вдосконалювали своє ремесло. Посуду разом з виробами з нефриту і обсидіановими лезами виявлено археологами у похованнях на території цієї архітектурної пам'ятки.

## Історія досліджень
Виявлено у 1935 році Дженсом Йде. Після цього частина споруд була серйозно пошкоджена мародерами і сільськогосподарською діяльністю місцевих мешканців.
У 1989 році оголошено культурною спадщиною Гондурасу, перебувало під опікою Національного інституту археології та історії Гондурасу. Перші археологічні розкопки почалися у 1991 році. Території пам'ятки було відкрито для відвідувачів у 1994 році. З 1995 року постійно тривають розкопки.